# 澤村宗十郎 (7代目)

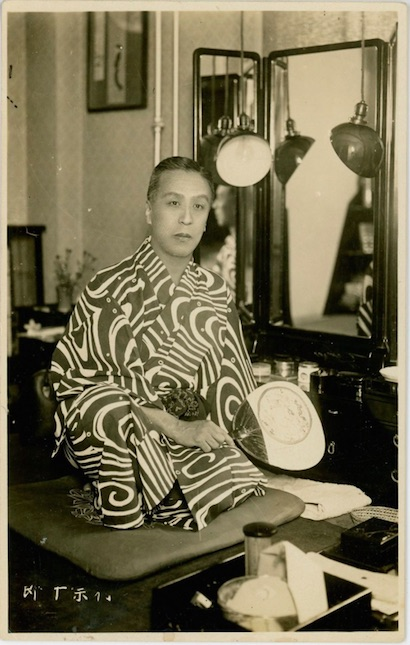
楽屋での七代目澤村宗十郎

七代目 澤村宗十郎（しちだいめ さわむら そうじゅうろう、1875年（明治8年）12月30日 - 1949年（昭和24年）3月2日）は歌舞伎役者。女形、立役。本名は澤村福蔵。屋号は紀伊國屋。俳名に高賀。東京市出身。一説には東本願寺法主の隠し子とも言う。四代目助高屋高助の養子。

## 経歴・人物
明治8年12月30日、東京市京橋区新富町で生まれる。四代目助高屋高助の養子となり1881年（明治14年）11月、久松座における凱和田合戦での実千代役で四代目澤村源平の名で初舞台を踏む。その後義兄訥子と共に大阪へ赴き1892年（明治25年）十一代目片岡仁左衛門の引きたてを受け、三代目澤村訥升を襲名する。その後東京へ戻り小芝居の真砂座等で修行を積み1908年（明治41年）9月、歌舞伎座で『高野山』の苅萱道心役で七代目澤村宗十郎を襲名する。
1911年（明治44年）、帝国劇場専属となり、昭和5年の帝劇の松竹借り受けまで所属した。女形、立役を得意とした。江戸和事というべき古風な芸で、独自の台詞回しとともに観客の好悪が激しかった。その為か、帝劇買収後の松竹在籍時は、近代歌舞伎の流れから外れて不遇をかこっていた。戦後、三島由紀夫等がその芸風を称賛した事などから、宗十郎歌舞伎の名で再評価が高まる。その矢先、姫路の巡業先で『仮名手本忠臣蔵』の勘平を演じている最中に倒れた。その最後は、揚幕の中で「財布。財布。」と六段目の勘平の使う小道具の財布のことを口走りながら逝くという壮絶なものであった。
鷹揚な性格で、被るべき鬼女の面を忘れて舞台に立ってしまい、止むなくそれらしい顔をしてごまかしたというエピソードが伝わっている。
当り役は『神霊矢口渡』のお舟、梅の由兵衛、『助六』の白酒売、鈴木主水、苅萱道心、『明烏』の時次郎、『伽羅先代萩』の頼兼、『蘭蝶』など。宗十郎代々の家の芸に自らの当り役を加えた高賀十種を定めた。実子は五代目助高屋高助、五代目澤村田之助、八代目澤村宗十郎がいる。
墓碑は、田島山十一ヶ寺の受用院と多磨霊園(15-1-13)に所在。